# Vičuga
Vičuga (ruski: Ви́чуга) - grad u Ivanovskoj oblasti u Rusiji. Nalazi se na 57° 15' sjeverne zemljopisne širine i 41° 53' istočne zemljopisne dužine, sjeveroistočno od gradova Ivanova i Rodnika, 30 km jugozapadno od Kinešme i 400 km sjeveroistočno od Moskve.
Formira gradski okrug Vičuga, a također je administrativni centar Vičugskog rajona. Kroz grad prolazi željeznica "Moskva - Kinešma", autocesta "Kinešma - Kovrov".
Kroz grad teče (prema sjeveru) rječica Vičuga, južna pritoka rijeke Volge. Izvire kod mjesta Kirikino, prolazi kroz Vičugu, Staru Vičugu, Čertovce, Novopiscovo i na kraju se s još jednom manjom rječicom u sutoci ulijeva u širem ušću (kao širi rukavac) u Volgu.
Upravno je sjedište Vičugskog rajona i jedno je od glavnih industrijskih središta Ivanovske oblasti. 
Trenutni gradonačelnik je Vjačeslav Stupin.

## Povijest
Grad Vičuga je nastao 1925. spajanjem tridesetak naselja (19 radničkih naselja, 5 industrijskih zona, jednog sela i 5 malih sela). Infrastrukture koje su se razvile oko triju glavnih tvorničkih centara do danas su zadržale relativnu samostalnost, što je osobitost grada. Grad je dobio ime prema željezničkoj postaji (njezin je prvobitan naziv bio Nova Vičuga). Postaja je pak svoje ime dobila po najstarijem naselju u okolici - selu Vičugi (1938. bivše je selo pretvoreno u naselje Stara Vičuga).
U gradu su 1932. održani štrajk i prosvjed radnika nezadovoljnih naglim smanjenjem racija za kruh. Štrajkaši, koji su zauzeli zgradu gradskog komiteta partije, OGPU i poštu, objavili su svrgavanje sovjetske vlasti. Vlast je poslala vojsku da uguši pobunu, te je tijekom borbi bilo ubijeno nekoliko stotina radnika.
Do 2010. Vičuga je imala status povijesnog naselja, međutim, nalogom Ministarstva kulture RF od 29. srpnja 2010., N 418/339, grad je lišen tog statusa.

## Stanovništvo
- 1959. – 51,676
- 1970. – 52,597
- 1979. – 51,963
- 1989. – 49,745
- 2002. – 40,870
- 2010.[1] - 37,583

## Ljudi povezani s gradom
Grad Vičuga je mjesto u kojem su u 19. stoljeću nastale velike trgovačko-industrijske dinastije: Konovalovi, Razorjonovi, Mindovski, Morokini, Peljovini. Zahvaljujući njima krajem 19. stoljeća - početkom 20. stoljeća nastala je velika industrija u gradu i rajonu Vičuga, u gradovima Kinešma, Navoloki, Zavolžsk, Jurjevec. Gradovi Vičuga i Navoloki i naselje Kamenka nastali su zbog tvornica. Kotarsko središte Kinešma se, zahvaljujući vičugskim fabrikantima, iz obrtničkog gradića pretvorilo u veliko industrijsko središte.
Jedan od najznačajnijih vičugskih fabrikanata bio je Aleksandr Konovalov, poduzetnik, političar, ministar trgovine i industrije za vrijeme Privremene ruske vlade 1917. godine.
1930-ih dolazi do "vinogradovskog pokreta" (stahanovski pokret u tekstilnoj industriji), čijim su pokretačima postale tkalje Jevdokija Vinogradova i njezina prezimenjakinja Marija Vinogradova.
U gradu Vičugi su se rodili zapovjednici Velikog domovinskog rata 1941. – 1945.: maršal Aleksandr Vasilevskij, maršal zrakoplovstva Semjon Žavoronkov, general pukovnik Leonid Sandalov, general bojnik zrakoplovstva Nikolaj Belov, general bojnik Grigorij Šolev, general bojnik Ivan Koroljov, generali A. Sitnov, B. Povarkov i G. Doždikov. U okolici Vičuge, u selu Hrenovo, zvanje učitelja je stekao budući glavni maršal zrakoplovstva Aleksandr Novikov.
Iz Vičuge potječu zemljoradnički narkomi Mihail Černov i Ivan Benediktinov, poznati psiholog Jakov Ponomarjov, dječji infektolog Aleksandra Dobrohotova (glavni pedijatar Ministarstva zdravstva SSSR-a, 1945. – 1952.), krajobrazni arhitekt Valentin Mindovskij. S Vičugom je povezana i Nonna Muravjova, državnica 1950-1960-ih (ministrica socijalne skrbi RSFSR-a, predsjednica Centralne revizijske komisije KPSS). Vrijedi spomenuti ekonomista Nikolaja Kondratjeva, ministra strojogradnje SSSR-a Ivana Sinicina i arktičkog istraživača Borisa Noldea.
Vičuga je zavičaj revolucionara, državnika, gospodarstvenika Vladimira Andronnikova, Isidora Ljubimova i Sergeja Klimohina.
U gradu je živio mučenik Nikodim (Krotkov), arhiepiskop Kostromski i Galicki. U Hrenovu se školovao mučenik Grigorij Averin. Iz sela Zolotilova (20 km od Vičuge) dolaze braća Gennadij i Gerontij Lakomkin, značajni predstavnici starovjerstva prve polovice 20. stoljeća.
S Vičugom su povezani poznati sociolog Pitirim Sorokin (školovao se u selu Hrenovo Ivanovske oblasti, 3 km od grada), umjetnik Jefim Čestnjakov, kazališni redatelj Aleksej Popov (njegov prvi redateljski posao bio je osnivanje kazališnog studija i režija prve predstave 1918. u selu Bonjački), dramaturg Aleksej Potehin, pisac Pavel Meljnikov-Pečerskij, pjesnik Dmitrij Belov.
U okolici Vičuge nalazila se Hrenovska crkveno-učiteljska škola, koja je u sovjetsko doba bila pedagoški tehnikum, a zatim pedagoško učilište.

### Počasni građani Vičuge
Prema godinama dodjeljivanja.
1975.
- Marija Vinogradova (1910-1990) - Heroj Socijalističkog rada, inicijator stahanovskog pokreta u tekstilnoj industriji.
- Ivan Smyslov (1895-1981) - Zaslužan umjetnik RSFSR-a, kompozitor.

1980.
- Jekaterina Podsobljajeva (1910-1984) - tkalja-stahanovka tvornice "Nogin".
- Leonid Sandalov (1900-1987) - general bojnik.

1982.
- Ivan Bašarin (1920-1994) - Heroj Sovjetskog Saveza.
- Nonna Muravjova (1906-1996) - ministrica socijalne skrbi RSFSR-a.
- Jevrasij Zorov (1909-1984) - umjetnik, frontovac.

1985.
- Alla Melentjeva (r. 1933) - Heroj socijalističkog rada, tkalja-stahanovka tvornice "Nogin".

1987.
- Svetlana Baskakova (r. 1939) - Heroj socijalističkog rada, tkalja-stahanovka tvornice "Nogin".

1995.
- Dmitrij Kormilicyn (r. 1921) - slikar.
- Vladimir Latyšev (r. 1929) - akademik, rektor IvGU-a.
- Leonid Simonov (1933-2000) - profesor, dopisni član Akademije znanosti i umjetnosti, rektor Ivanovske tekstilne akademije.

1997.
- Aleksandr Vasilevskij (1895-1977) - maršal Sovjetskog Saveza, dvaput Heroj Sovjetskog Saveza, ministar obrane SSSR-a.
- Anatolij Mironov (r. 1927) - direktor tvornice "Nogin", sekretar Bičugskog gradskog komiteta i Ivanovskog pokrajinskog komiteta KPSS.

1998.
- Valentina Buhimirova (1928-2001) - kandidat medicinskih znanosti, kirurg Vičugskog CRB-a.
- Rimma Krupina (r. 1930) - Zaslužan učitelj RSFSR-a, učiteljica škole № 17.

2000.
- Niolaj Plohov (1923-2002) - direktor tvornice "Šagov".
- Vadim Rjabinkin (r. 1926) - predsjednik izvršnog komiteta Vičugskog gradskog Savjeta narodnih deputata.

2002.
- Nikolaj Tyčkov (r. 1923) - predsjednik prezidija gradskog Savjeta veterana.

2003.
- Ljubov Rjabinkina (r. 1932) - učiteljica.
- Marija Lobuškova (1927-2008) - predsjednica Vičugskog Savjeta veterana rata.

2005.
- Aleksandra Lebedeva (r. 1923) - liječnica CRB-a, veteran rada, sudionica Velikog domovinskog rata.
- Gennadij Aleksejev (r. 1928) - veteran rada, direktor SMU-7.

2009.
- Vjačeslav Stupin (r. 1947) - načelnik gradskog okruga Vičuga.

## Arhitektura
- Crkva Uskrsnuća (ili Crvena crkva)

Naručitelj - tvorničar I. Kokorev, vrijeme gradnje: 1908. – 1911., arhitekt Ivan Kuznecov.
- Sveta crkva Uskrsnuća (ili Bijela crkva)

Naručitelj - tvorničar I. Konovalov, izgrađena 1904.
- Konovalovska bolnica

Prvobitna namjena (1912. – 1917.): "tvornička bolnica" "Udruženja manufaktura Ivana Konovalova sa sinom". Današnja namjena - centralna rajonska bolnica.
Naručitelj - tvorničar A. Konovalov, gradnja 1910. – 1912., arhitekti Vladimir Adamovič i Ivan Žoltovskj.
- Konovalovske jaslice

Prvobitna namjena (1912. – 1917.): "tvorničke jaslice" "Udruženja manufaktura Ivana Konovalova sa sinom". Današnja namjena - iznajmljivanje komercijalnim strukturama. Naručitelj - tvorničar A. Konovalov, vrijeme gradnje (1911. – 1912.), arhitekti V. Adamovič i Ivan Žoltovski.
- Konovalovska palača (Narodni dom)

Prvobitna namjena (1915. – 1917.): "narodni dom"; prijašnji nazivi: Radnički klub tvornice "Nogin", Palača kulture tvornice "Nogin", Gradski kulturni centar (Palača kulture); naručitelj - tvorničar A. Konovalov, vrijeme gradnje - 1914. – 1915., 1923. – 1924., arhitekti P. Malinovskij, završetak (interijeri, dekor) Viktor Vesnin i Nikita Lazarev.
- Betonski blok

Prvobitna namjena (1915. – 1917.): tkaonica, današnja namjena - stručna, naručitelj - tvorničar A. Konovalov, vrijeme gradnje 1912. – 1915., arhitekti V. Brjuhanov i I. Žoltovski. (Na prvom je katu zgrade započeo vinogradovski pokret.)
- Serjožino (Prvomajsko naselje)

Prvobitna namjena (1912. – 1917.): naselje koje se sastojalo od obiteljskih kuća za medicinsko osoblje tvorničke bolnice i radnika tvornice "Udruženja manufaktura Ivana Konovalova sa sinom". Danas se tu nalaze privatni stanovi, etnografski i umjetnički muzej, a jedna je kuća ruinirana. Naručitelj - tvorničar A. Konovalov, vrijeme gradnje 1910-e, arhitekti I. Žoltovski V. Adamovič, P. Malinovski. Dodatno su izgrađeni: "dom liječnika" 1917., stahanovski dom (1935., arhitekt B. Hartman).
- Zadružno naselje

Vrijeme gradnje - 1925. – 1930. Sastoji se od 54 zgrade (14 od njih ima mansarde na drugom katu).

## Masovni mediji
U Vičugi program emitiraju televizijski kanali: Pervyj kanal, Rossija 1, TV Centr, NTV, Rossija K, TNT, Rossija 2.
Od novina se izdaju: 
- "Vičugskije novosti"[6] - društveno-političke novine grada Vičuge i Vičugskog rajona. Novine "Vičužskij rabočij" službeno su utemeljene u rujnu 1930. (dotada su od ožujka 1928. izlazile gradske novine "Aktivist"). U ožujku 1963. preimenovane su u "Zarja kommunizma", a u siječnju 1991. - u "Vičugskije novosti".
- "Vičuga. Info" - besplatne reklamne novine koje se distribuiraju putem poštanskih sandučića i poduzećima grada i rajona. Izlazi mjesečno od 2005., u nakladi od 12,700 primjeraka.
- "Nadežda vičužan" - nezavisne tjedne novine. Izdaju se od 1990., od 11. lipnja do 31. prosinca 1996. izlaze pod nazivom "Nadežda", a od 2. siječnja 1997. pod sadašnjim nazivom.